# Moscow Open
A Moscow Open évente megrendezett női tenisztorna Moszkvában. A verseny International kategóriájú, összdíjazása 750 000 dollár. Az egyéni főtáblán harminckét játékos szerepel. A mérkőzéseket szabad téren, salakos  pályákon játsszák.
A torna a WTA versenynaptárába először 1989-ben került be, 1991-ig Tier V kategóriájú volt. 1991-ben Szentpéterváron rendezték meg, 1992-ben és 1993-ban finanszírozási problémák miatt elmaradt, 1994-ben és 1995-ben ismét Moszkvában Tier III kategóriájú tornára került sor. A tornákat ezekben az években fedett pályán, szőnyegen rendezték. 1996-ban összevonták a Kremlin Cup tornával, amelynek a női versenye volt 2017-ig.
2018-ban WTA International kategóriájú tornaként 750 000 dollár összdíjazással a Swedish Open helyett került be egy alkalommal ismét a versenynaptárba. Ezzel a harmadik Oroszországban rendezett verseny volt a Premier kategóriájú moszkvai Kremlin Cup és a Szentpéterváron rendezett Ladies Neva Cup mellett. 2019-ben a helyét a Baltic Open vette át.

## Döntők

### Egyéni
| Év         | Bajnok                                | Döntős                                | Eredmény                              |
| ---------- | ------------------------------------- | ------------------------------------- | ------------------------------------- |
| 1989       | Gretchen Magers                       | Natallja Zverava                      | 6–3, 6–4                              |
| 1990       | Leila Meskhi                          | Jelena Brjuhovec                      | 6–4, 6–4                              |
| 1991       | Larisza Szavcsenko                    | Barbara Rittner                       | 3–6, 6–3, 6–4                         |
| 1992 -1993 | Nem rendezték meg                     | Nem rendezték meg                     | Nem rendezték meg                     |
| 1994       | Magdalena Malejeva                    | Sandra Cecchini                       | 7–5, 6–1                              |
| 1995       | Magdalena Malejeva                    | Jelena Makarova                       | 6–4, 6–2                              |
| 1996–2017  | A Kremlin Cup keretében rendezték meg | A Kremlin Cup keretében rendezték meg | A Kremlin Cup keretében rendezték meg |
| 2018       | Olga Danilović                        | Anasztaszija Potapova                 | 7–5, 6–7(1), 6–4                      |

### Páros
| Év         | Bajnokok                              | Döntősök                               | Eredmény                              |
| ---------- | ------------------------------------- | -------------------------------------- | ------------------------------------- |
| 1989       | Larisza Szavcsenko Natallja Zverava   | Nathalie Herreman Catherine Suire      | 6–3, 6–4                              |
| 1990       | Gretchen Magers Robin White           | Jelena Brjuhovec Szvetlana Parkhomenko | 6–2, 6–4                              |
| 1991       | Jelena Brjuhovec Natalija Medvegyeva  | Isabelle Demongeot Jo Durie            | 7–5, 6–3                              |
| 1992 -1993 | Nem rendezték meg                     | Nem rendezték meg                      | Nem rendezték meg                     |
| 1994       | Jelena Makarova Jevgenyija Manjukova  | Laura Golarsa Caroline Vis             | 7–6, 6–4                              |
| 1995       | Meredith McGrath Larisza Szavcsenko   | Anna Kurnyikova Aleksandra Olsza       | 6–1, 6–0                              |
| 1996–2017  | A Kremlin Cup keretében rendezték meg | A Kremlin Cup keretében rendezték meg  | A Kremlin Cup keretében rendezték meg |
| 1995       | Anasztaszija Potapova Vera Zvonarjova | Alekszandra Panova Galina Voszkobojeva | 6–0, 6–3                              |